# Fero Andersen
Fero Andersen (* 30. September 1982 in Achim bei Bremen) ist ein deutscher Fernsehmoderator.
Andersen wuchs in und bei Bremen auf. Nach dem Abitur am Wirtschaftsgymnasium in Zeven und einem Aufenthalt in den USA sammelte er erste Erfahrungen in einem mehrmonatigen Praktikum bei der Zevener Zeitung.
Anschließend absolvierte Fero Andersen sein Volontariat bei GIGA Television Bremen und moderierte dort im Anschluss bis März 2006 Live-Sendungen.
Danach wechselte er zu Welt der Wunder nach München. Hier moderierte er von 2006 bis 2014 zusammen mit Joey Grit Winkler die RTL-II-Sendung Schau dich schlau!.
Seit 2014 moderiert Fero Andersen in der ARD Sendungen wie den ARD Gesundheits-Check, ARD-Ratgeber Gesundheit sowie im BR Fernsehen das Ratgebermagazin Gesundheit! und Gesundheit! – Die Show.
Zudem moderiert er regelmäßig Veranstaltungen für BMW, Allianz SE, Dietmar Hopp Stiftung u. a.
Fero Andersen ist Vater zweier Töchter.

## Weitere Tätigkeiten
Ehrenamtlich engagiert sich Fero Andersen als Botschafter der Stiftung Kindergesundheit.